# Delia xanthobasis
Delia xanthobasis este o specie de muște din genul Delia, familia Anthomyiidae. A fost descrisă pentru prima dată de Huckett în anul 1965. Conform Catalogue of Life specia Delia xanthobasis nu are subspecii cunoscute.